# Mário Pedreira
Mário da Silva Pedreira Júnior, anche noto come Mário Júnior o semplicemente Mário (Rio de Janeiro, 3 maggio 1982), è un pallavolista brasiliano.
Gioca nel ruolo di libero.

## Carriera
La carriera di Mário Pedreira inizia nel settore giovanile del Tijuca Těnis Clube, di cui fa parte per ben sette anni. Debutta da professionista nel 2000, indossando la maglia dell'América Football Club, mentre debutta nella Superliga brasiliana nella stagione 2000-01 con la maglia dell'Unincor Três Corações, col quale gioca per due stagioni. Dopo due campionati al Associação Blumenau Pró-Vôlei, dove cambia ruolo da schiacciatore e libero, ed altrettanti con lo Sport Club Ulbra, viene ingaggiato dall'Esporte Clube Unisul per la stagione 2006-07.
Dal 2007-08 al 2009-10 gioca per il Cimed Esporte Clube, vincendo tre volte lo scudetto, una Coppa del Brasile, due campionati statali ed il Campionato sudamericano per club 2009. Nel 2009 debutta nella nazionale brasiliana, rivestendo il ruolo di riserva di Serginho e vincendo la World League. Un anno dopo invece, grazie all'infortunio di Serginho, vince nuovamente la World League, ma questa volta giocando da titolare, ricevendo persino il premio di miglior libero; ritorna a rivestire il ruolo di riserva al campionato mondiale, dove il Brasile vince il terzo titolo consecutivo.
Dal 2010-11 al 2011-12 gioca nel GRER, vincendo un Campionato Paulista. Con la nazionale è finalista nella World League 2011 e vince i XVI Giochi panamericani, dove viene premiato come miglior ricevitore. Nella stagione 2012-13 viene ingaggiato dall'Associação Desportiva RJX, con la quale vince il Campionato Carioca e la sua quarta Superliga. Dall'estate del 2013 è titolare in nazionale, con la quale è nuovamente finalista alla World League, risultato bissato anche nell'edizione successiva, e vincitore al campionato sudamericano, oltre alla medaglia d'oro alla Grand Champions Cup e quella d'argento al campionato mondiale 2014.
Nella stagione 2014-15 gioca per la prima volta all'estero, vestendo la maglia della Pallavolo Piacenza nella Serie A1 italiana.

## Palmarès

### Club
- Campionato brasiliano: 4

2007-08, 2008-09, 2009-10, 2012-13
- Coppa del Brasile: 2

2007, 2017
- Campionato Catarinense: 2

2008, 2009
- Campionato Paulista: 2

2010, 2016
- Campionato Carioca: 1

2012
- Campionato sudamericano per club: 1

2009

### Nazionale (competizioni minori)
- Memorial Hubert Wagner 2010
- Giochi panamericani 2011

### Premi individuali
- 2010 - World League: Miglior libero
- 2011 - Giochi panamericani: Miglior ricezione
- 2013 - World League: Miglior libero
- 2013 - Campionato sudamericano: Miglior libero
- 2015 - Superlega: Miglior ricezione